# 怪人們
《怪人們》是日本作家東野圭吾的短篇推理小說集。1994年光文社發行了單行本，1998年發行了光文社文庫版。

## 出版書籍
| 出版社         | 出版日期     | 格式   | 頁數  | ISBN                   | 譯者   |
| -------------- | ------------ | ------ | ----- | ---------------------- | ------ |
| 光文社         | 1994年2月    | 單行本 | 240頁 | ISBN 978-4-33-492230-6 | 不適用 |
| 光文社         | 1998年6月    | 文庫本 | 273頁 | ISBN 978-4-33-472621-8 | 不適用 |
| RH Korea       | 2009年7月    | 平裝書 | 280頁 | ISBN 978-892-553330-8  |        |
| 人民文學出版社 | 2010年8月    | 平裝書 | 179頁 | ISBN 978-702-008185-1  | 尹月   |
| 獨步文化       | 2018年8月2日 | 平裝書 | 256頁 | ISBN 978-986-966-036-5 | 李彥樺 |

### 改編漫畫
本書的短篇在不同年份由不同漫畫家改編成漫畫，曾收錄登在宙出版的漫畫期刊中，各標題《東野圭吾ミステリー》、《東野圭吾ミステリー 探偵倶楽部》、《東野圭吾ミステリー 快笑小説》、《東野圭吾The BEST 怪しい人びと》；和秋田書店的漫畫期刊，各標題《東野圭吾コミック傑作選》、《東野圭吾ミステリー 2》、《東野圭吾ミステリーコミックセレクション》中。
|                  | 漫畫家     | 出版社                     | 期刊                     | 出版日期               | 書籍編碼               |
| ---------------- | ---------- | -------------------------- | ------------------------ | ---------------------- | ---------------------- |
| 睡著的女人       |            | 宙出版                     |                          | 2006年4月              | ISBN 978-4-77-671921-2 |
| 睡著的女人       | 秋田書店   | Suspiria Mystery 1月增刊   | 2009年12月14日           | ASIN B002ZHYKH0        |                        |
| 睡著的女人       | 宙出版     |                            | 2014年7月25日            | ISBN 978-4-77-673799-5 |                        |
| 再判一次吧       |            | 宙出版                     |                          | 2006年4月              | ISBN 978-4-77-671921-2 |
| 再判一次吧       |            | 宙出版                     | 2014年7月25日            | ISBN 978-4-77-673799-5 |                        |
| 死人沒頭路       |            | 秋田書店                   |                          | 2012年6月28日          | ISBN 978-4-25-324176-2 |
| 失去的甜蜜       |            | 宙出版                     |                          | 2006年7月              | ISBN 978-4-77-672003-4 |
| 失去的甜蜜       | 秋田書店   | Suspiria Mystery 7月號附錄 | 2009年5月24日            | EAN 4910041550791      |                        |
| 失去的甜蜜       | 秋田書店   | Suspiria Mystery 1月增刊   | 2009年12月14日           | ASIN B002ZHYKH0        |                        |
| 失去的甜蜜       | 宙出版     |                            | 2014年7月25日            | ISBN 978-4-77-673799-5 |                        |
| 燈塔             | 黒田かすみ | 宙出版                     |                          | 2006年7月              | ISBN 978-4-77-672003-4 |
| 燈塔             | 黒田かすみ | 宙出版                     |                          | 2014年7月25日          | ISBN 978-4-77-673799-5 |
| 結婚報告         |            | 宙出版                     |                          | 2006年10月10日         | ISBN 978-4-77-672071-3 |
| 結婚報告         |            | 宙出版                     | 2014年7月25日            | ISBN 978-4-77-673799-5 |                        |
| 哥斯大黎加的冰雨 |            | 秋田書店                   | 秋田トップコミックスWIDE | 2012年6月28日          | ISBN 978-4-25-324176-2 |

## 故事簡介&登場人物

### 睡著的女人
- 原題：

川島的同事片岡向他請求借出公寓給他和交往的女同事葉山幽會，並支付租金，受不了片岡的軟泡硬磨下川島最終答應。之後同事本田和中山得知後均向川島要求租借公寓，川島均一一答應。在某次川島將公寓借給片岡後翌日回到公寓時，發現床上睡着一個不認識的女人，且片岡、本田、中山和該女人均不認識。究竟這個女人是誰？
登場人物
- 川島（Kawashima）

在家電產品公司的資材部工作。
- 片岡（Kataoka）

川島的同事，隸屬經理部。
- 葉山 廣江（Hayama Hiroe）

川島的同事，和片岡交往。
- 本田（Honda）

川島的同事，隸屬購買部。
- 中山（Nakayama）

川島的同事，隸屬總務部
- 宫澤 理惠子（Miyazawa Rieko）

在川島的房間裡睡著的不認識的女人。

### 再判一次吧
- 原題：

芹澤豐被朋友中道和阿高慫恿一起去打劫老人的巨款，之後被警察追捕。芹澤拼命逃跑下不知不覺來到了高中棒球裁判南波勝久的家，潛入南波家中的芹澤挾持住南波，質問對方為何當年判他沒有上壘，導致球隊輸球，自己受盡歧視而自暴自棄至今日田地。南波聽完芹澤的質問後卻堅持自己當年沒有錯判……
登場人物
- 芹澤 豐（Serizawa Yutaka）

在店工作。受朋友慫恿而鋌而走險。
- 中道 昇（Nakamichi Noboru）

芹澤豐的朋友，麻將店的店員。搶劫同夥。
- 阿高（Takashi）

芹澤豐的朋友。搶劫同夥。
- 山田（Yamada）

獨居的老婆婆，家中藏有巨款。
- 南波 勝久（Minami Katsuhisa）

原棒球裁判。

### 死人沒頭路
- 原題：

川島的上司林田被發現死在工廠的休息室內，而且休息室從裡面被反鎖。林田是個工作狂，即使是在雙休日也會在工廠裡加班，而且他對產品的要求達致吹毛求疵的地步。究竟他的死因是……？
登場人物
- 川島（Kawashima）

汽車零部件製造公司的職員，往工廠實習。
- 林田（Hayashida）

川島的上司，在工廠休息室裡死亡。
- 課長

川島的上司。
- 宮下（Miyashita）

川島的職場前輩。
- 阿虎

川島的職場前輩。
- 山岡（Yamaoka）

焊接機生產商職員。

### 失去的甜蜜
- 原題：

伸彥和新婚妻子尚美一起去夏威夷渡蜜月，但他怎麼也高興不起來，因為他一直懷疑尚美就是殺害自己與前妻所生的女兒宏子的兇手。當尚美面對質問時表現出來的緘默更令他確信尚美就是兇手，復仇的烈火頓時將伸彥蒙蔽……
登場人物
- 伸彥（Nobuhiko）

公司職員，和尚美再婚並前往夏威夷渡蜜月。
- 尚美（Naomi）

伸彥的再婚妻子。
- 老夫婦

和伸彥夫婦在夏威夷相遇。
- 宏子（Hiroko）

伸彥和前妻所生的女兒，因意外而死亡。

### 燈塔
- 原題：

我在整理房間的時候找出一本舊照相本，裡面的其中一張剪報勾起了以往一段回憶：那是大學時期我和佑介相約獨自旅行時，我在日本海某燈塔所經歷的一段往事……
登場人物
- 我

文學部大學生，獨自一人旅行。
- 佑介（Yuusuke）

社會學部大學生，和主人公是自小就相識。
- 小泉（Koizumi）

燈塔管理員。

### 結婚報告
- 原題：

登場人物
- 智美（Tomomi）

在東京某出版社工作的女职员。
- 山下 典子（Yamashita Noriko）

智美在短期大學時代的朋友，舊姓長谷川。
- 山下 昌章（Yamashita Masaaki）

典子的丈夫。
- 堀内 秋代（Horiuchi Akiyo）

山下昌章的前戀人。
- 櫻井（Sakurai）

山下夫妻的鄰居。
- 橋本（Hashimoto）

警察。

### 哥斯大黎加的冰雨
- 原題：

登場人物
- 我

被派往多倫多工作，到哥斯達黎加旅行。
- 雪子（Yukiko）

主人公的妻子。
- 凱西（Cathy）

女律師。
- 格蕾絲（Grace）

主人公的部下。
- 塔尼亞（Tanya）

住在主人公隔壁的大媽，會做一些讓人厭煩的事。

## 電視劇
2012年7月於富士電視台木曜劇場於晚上10點播放，標題為「東野圭吾 懸疑故事」。該戲劇共有十一集，取材自東野圭吾的小說《沒有兇手的殺人夜》、《怪人們》、《當時的某人》，其中兩個單元劇改編自本作收錄的短篇故事。
失去的甜蜜
- 播放日期：2012年8月2日
- 主演：

- 中川伸彥（公司職員）：反町隆史
- 中川尚美（伸彥的再婚妻子）：加藤愛

結婚報告
- 播放日期：2012年8月30日
- 主演：

- 飯田智美（派遣社員）：廣末涼子
- 山下典子（智美短大時期的朋友）：山口紗彌加

## 外部連結
- （日語）
- [1]

（日語）http://kentuku902.seesaa.net/category/22060379-1.html （页面存档备份，存于）　
（日語） 的存檔，存档日期2016-03-04.
1. ↑  东野圭吾. . 人民文学出版社. 2018-02-28 （中文（简体））.